# José Engbanda
 José Engbanda Mananga, né à Monzenlenge le 12 juin 1966, est un homme politique de la République démocratique du Congo et député national, élu de la circonscription de Lisala dans la province du Mongala,,,.

## Biographie
José Engbanda Mananga est né à Monzenlenge le 12 juin 1966, élu député national dans la circonscription électorale de Lisala dans la province du Mongala, il est membre du parti politique Parti du peuple pour la reconstruction et la démocratie (PPRD).